# Dane Sweeny
Dane Sweeny (* 12. Februar 2001 in Penrith City, New South Wales) ist ein australischer Tennisspieler.

## Karriere
Sweeny spielte bis 2019 auf der ITF Junior Tour und konnte dort mit Platz 21 seinen Bestwert in der Junior-Rangliste erreichen. Seine größten Erfolge als Junior waren die Titel beim J1 Nonthaburi im Einzel und der Trofeo Bonfiglio im Doppel.
Bei den Profis spielt Sweeny seit 2018 hauptsächlich auf der drittklassigen ITF Future Tour, wo er im Doppel bislang ein Finale erreichen konnte. Auf der höher dotierten ATP Challenger Tour kam Sweeny bis 2021 nur durch Wildcards bei australischen Turnieren zu Einsätzen. Im Einzel konnte er in Launceston einmal das Achtelfinale erreichen und dabei zwei Spieler der Top 300 schlagen. Auf der höchsten Ebene, der ATP Tour, kam er ebenfalls durch eine Wildcard Anfang 2021 zu seinem Debüt. In Melbourne durfte er sowohl im Einzel als auch im Doppel an den Start gehen. Im Doppel, an der Seite von Tristan Schoolkate, gaben sie im zweiten Satz auf, im Einzel überraschte Sweeny mit einem Sieg über den Koreaner Nam Ji-sung. Er wurde damit zum am niedrigsten platzierten Spieler der Weltrangliste seit Karen Chatschanow 2013, der ein Match auf ATP-Ebene gewann. Zum Zeitpunkt des Sieges war Sweeny auf Platz 797 notiert. In der zweiten Runde verlor er dann glatt gegen Aljaž Bedene. Bei der Qualifikation zu den Australian Open unterlag er erst im Finale Serhij Stachowskyj und konnte sich so nicht qualifizieren. Dennoch steigerte er sich durch den Erfolg auf Platz 587 der Welt.